# ظهرة القحم (القفر)

تعديل مصدري - تعديل

ظهرة القحم محلة تابعة لقرية المظل، التابعة لعزلة بني مبارز بمديرية القفر إحدى مديريات محافظة إب في الجمهورية اليمنية، بلغ تعداد سكانها 95 حسب تعداد اليمن لعام 2004.